# 新西兰商学院
新西兰商学院（英文：New Zealand College of Business）是一所新西兰私立高等院校。共有三个校区：奥克兰校区、基督城校区、林肯校区。

## 简介
新西兰商学院属于新西兰私立高等院校。新西兰商学院于2000年在新西兰内政部注册登记，2004年经过新西兰教育部和学历评估局（NZQA）批准获得招收国际留学生资质。
新西兰商学院与坎特伯雷大学（UC）、林肯大学（LU）、以及基督城理工学院（CPIT）、奥克兰理工学院（UNITEC）建立了官方学术合作关系。 新西兰商学院与部分中国高校也成立了学术合作项目。